# 京阪神緩行線
- 東海道本線 > 京阪神緩行線
- 山陽本線 > 京阪神緩行線

京阪神緩行線（けいはんしんかんこうせん）は、京都府京都市の京都駅から大阪府の大阪駅および兵庫県神戸市の神戸駅を経由して明石市の西明石駅まで（いわゆる京阪神地区）の、東海道本線京都駅 - 神戸駅間と山陽本線神戸駅 - 西明石駅間の複々線区間の内側線および海側線（電車線）で運行される各駅停車（普通）電車の通称（系統名）である。この区間は、国鉄分割民営化による西日本旅客鉄道（JR西日本）の発足後の1988年（昭和63年）にJR京都線およびJR神戸線という愛称が付いている。
本項では京都駅 - 西明石駅間を中心に、その後の延長された運行区間（最大で東側が東海道本線野洲駅、西側が山陽本線加古川駅まで）および1997年（平成9年）より開始された他線区への直通運転区間（JR東西線・片町線〈学研都市線〉・福知山線〈JR宝塚線〉）も含めて記述する。

## 概要
「京阪神緩行線」という名称は、戦前から随時行われてきた東海道・山陽本線京阪神地区の複々線化の最中の1934年（昭和9年）7月に吹田駅 - 須磨駅で電車の運行が開始された際、運行上他の急行列車や中長距離普通列車と区別するため、現行の新快速や快速に相当する電車を「急行電車」（略称：急電）、各駅に停車する電車を「緩行電車」（略称：緩電）と呼んでいた後、1957年（昭和32年）9月に向日町駅 - 兵庫駅間で電車を複々線の内側線路に集中して運行するようになり、内側線を電車線、外側線を列車線と呼称するようになった後に、各駅に停車する電車が走行する内側線の通称（系統名）として呼称され、区間も1965年（昭和40年）3月に鷹取駅 - 西明石駅間が複々線化された後に、京都駅 - 西明石駅間(98.7 km) が「京阪神緩行線」と呼称されるようになった。そのほかに「大阪緩行線」や「東海道・山陽緩行線」という別称もある。これらの名称は日本国有鉄道（国鉄）時代から末期の運転区間拡大後および国鉄分割民営化直後までは、国鉄およびJR西日本の関係者や鉄道趣味誌の間では広く使われていたが、前述の様にJR西日本の発足後はJR京都線およびJR神戸線という愛称が付き、また、1997年（平成9年）3月にJR東西線が開業、同線を通じて片町線（学研都市線）および福知山線（JR宝塚線）との直通運転開始以降は、前述の名称はほぼ使用されることはなくなった。

### 定義
京阪神緩行線の定義は、前述のように京都駅 - 西明石駅間であるが、電車の運行区間は、国鉄末期の1985年（昭和60年）3月に東海道本線草津駅および山陽本線加古川駅への延長を皮切りに、2004年（平成16年）10月から2013年（平成25年）3月までは東海道本線野洲駅 - 加古川駅間 (144.7 km) まで運行区間を拡大、2013年（平成25年）4月以降は草津駅 - 加古川駅間で運行されている。ただし、延長区間の野洲駅 - 草津駅間および西明石駅 - 加古川駅間は複線であり、複々線区間は草津駅 - 西明石駅間 (120.9 km)であるものの、草津駅 - 京都駅間は京阪神緩行線使用の電車の運行本数が少ないことから、これらの区間は京阪神緩行線の定義には含まれていない。

## 旅客案内
国鉄時代から実際の駅構内での案内は、普通電車または各駅停車電車と案内されたため、「京阪神緩行線」という名称は一般旅客向けの案内では用いられてはいない。また、1988年（昭和63年）3月13日のダイヤ改正に伴い、上記の区間に「琵琶湖線」・「JR京都線」・「JR神戸線」の愛称が定められ、これらの愛称が定着するとともに、案内も単に普通と案内されるようになり、福知山線（JR宝塚線）などとの直通運転が開始された以降も、その案内は変化はしていない。

## 沿革

### 草創期（1934年 - 1938年）
京阪神緩行線の歴史は、1934年7月20日の吹田駅 - 須磨駅間の電化および電車運転開始と同時に、それまで運転されていたC10形・C11形などが牽引する京阪神間の区間運転列車を置き換える形で始まった。このとき、大阪駅 - 神戸駅間では「急行電車」（急電、現在の新快速・快速に相当）も運転、塚本駅 - 東灘信号場間は複々線になっていたことから、内側線（方向別複々線のうち内側の2線）に急行と客車列車、外側線に各駅停車と貨物列車を運行し、現在と異なる使用法であった。
電化と同時に宮原電車庫（現在の宮原総合運転所）に投入された42系電車は、各駅停車用としてはモハ43（モハ42）-クロハ59の2両編成を基本編成として日中15分間隔、ラッシュ時には上り側にクハ58-モハ43（モハ42）を増結した4両編成、さらにモハ42を増結した5両編成を10分間隔で運転した。各駅停車でありながら二等車を連結しているのは、関東の京浜線同様都市間輸送路線であったことと、まだマイカーが普及していない時代であったことから、電化以前から二等車の需要が高かったことがあげられる。また、この地域では当時から女子の高等教育機関が多く、女学生の通学に二等車を使うことが多かったことも、二等車連結の理由にあげられている。
42系電車は当時の省電としては破格の車両であったが、並行するライバル私鉄の車両から比べると、三等車の背ずりが板張りであったりしたことが、やや遜色があったといえる。しかしながら、オーソドックスなデザインはきわめて好ましいものがあり、後々まで多くの鉄道愛好者から好かれる車両となった。
このように、短編成によるフリークエントサービスを行ったのは、電化以前からのサービス向上もさることながら、阪急電鉄・阪神電気鉄道といったライバル私鉄を意識した面もある。電気運転の開始と同時に六甲道駅などの新駅を開業し、併せて粘り強くフリークエントサービスを実施したことが、沿線での都市化の推進と乗客の獲得に寄与し、その相乗効果でさらに乗客数が増加し、本数増発・車両増結につながっていくこととなった。各駅停車の増発・増結は、モハ42・43に余裕があったことからクハ58を増備することで対応し、中でも、1936年に登場した、クハ58のラストナンバーであるクハ58025は、42系の側面に半流線型の前面を持つ、きわめてスマートな車両であった。
その後、1937年10月10日の吹田駅 - 京都駅間の電化を前に、同年8月10日に明石操車場の一角に明石電車区（現在の網干総合車両所明石支所）を開設、その後40年近くにわたって京阪神緩行線を走り続けることとなる、モハ51・クハ68・クロハ69の51系各形式を新製投入した。京都駅までの電化開業後、各駅停車の運転区間も京都駅 - 明石駅間に延長され、「流電」モハ52や半流43系を主体とした京都駅 - 神戸駅間の急電が現在の新快速・快速のルーツになったのと同様、現在まで続く京阪神緩行線の原型がここに確立したのである。また、同時期に神崎駅（現在の尼崎駅）・住吉駅・鷹取駅に折り返し線が設けられ、ラッシュ時の区間運転が開始された。

### 戦時下の試練（1938年 - 1949年）

#### 戦時体制
京都駅まで電化開業したときには、すでに日中戦争が始まっていた。このころから、戦略物資を中心とした統制経済の拡大と奢侈の抑制が図られるようになっていたが、鉄道省もそれに呼応する形で、1938年11月1日から、省電区間、具体的には京浜線と京阪神緩行線での2等車の連結を廃止した。この時点ではクロハ59・69の両形式は3等代用として使用されていたが、1940年からクロハ59形の3扉化改造（クハ68形に編入）を実施することになった。
また、この時期の変わった話題としては、当時の阪和電鉄が車両不足を補うために鉄道省に電車の貸し出しを申請。東京鉄道局からモハ34-クハ38の2両編成を借りたのはいいが、阪和自慢のモヨ100・モタ300等に比べるとあまりにもお粗末な内装に、乗客だけでなく会社側からも不満の声が上がり、慌ててこの2両編成を吹田駅 - 神崎駅間の小運転に投入するとともに、阪和にはモハ43-クハ58（またはクロハ59）の2両編成を貸し出すこととなった。この貸し出しは阪和が南海に合併され、後に国有化されるまで続くこととなる。
その後、日本は太平洋戦争に突入、1942年11月14日には急電を廃止し、これらの車両も緩行用に投入した。しかしながらモハ52は流線型で乗務員用のドアがなかったため、混雑の中で交替に手間がかかって乗務員に嫌われてしまい、編成の中間に付随車代用として組み込まれることとなる。また、このころ、輸送力増強として城東・西成線のモハ60、クハ55と本線のモハ51、クハ68をトレードして対応していたが、ついにはこのような小手先の対応ではどちらの需要もまかなうことができなくなってしまった。そこで、42系を4扉化して城東・西成線のモハ40系の台車と振り替えて城東・西成線に投入、代わりにモハ40系をモハ51として、ロングシートのまま京阪神緩行線に投入する、という計画が立てられた。
この改造は乏しい物資をやりくりしながら積極的に実施され、第1号のモハ43028-クハ55106が1943年に登場した。その後、多くのモハ43、クハ58が4扉化改造されることとなり、形式もモハ64、クハ85と改められた。そして、あのクハ58025も4扉化改造されてしまい、クハ85025を経て、最後はクハ79055となった。これらの改造と並行して、既存の車両の座席撤去、ロングシート化も推進され、1942年に横須賀線用の2等車として転出したクロハ69001, 002を除くクロハ69、クハ68の全車がクハ55に編入された。
これらの非常措置と併せて、1943 - 1944年にはモハ60を増備、1944年1月には6両化を実施して輸送力の強化を図り、直後の1944年4月1日には明石電車区の南側にあった川崎航空機明石工場への通勤客の輸送手段を確保するため、明石電車区の構内に西明石駅を設置、定期券所持者のみの客扱いを開始した。この西明石駅延長で京阪神緩行線の基本運転区間が確定した。

#### 空襲被害
しかし、関係者の努力が通用したのもこの段階までだった。1945年に入ると、日本本土が激しい空襲に見舞われ、京阪神緩行線の沿線でも3月14日の大阪、3月17日の神戸両市の大空襲を皮切りに攻撃が行なわれるようになった。京阪神緩行線の電車の被災は、1945年3月17日の神戸大空襲の際に、神戸駅で停泊していた電車2両が全焼したのが始まりだった。その後は、沿線各地の空襲に巻き込まれて被災するようになり、7月7日の川崎航空機工場への空襲では、隣接する明石電車区も大被害を受け、「流電」モハ52系のラストナンバーであるモハ52006が全焼するなどの被害を受けた。8月6日には、住吉駅構内で半流モハ43のトップナンバーであるモハ43038ほか4両が被災した。戦災以外にも、物資不足によって故障車の補修もままならず、車両の稼働率は目に見えて低下していった。このような状況の中、8月15日の終戦を迎えたのである。

#### 終戦直後
戦後初期のほうが、戦時下より混乱がひどかった。軍需工場への通勤はなくなったが、それに代わる多くの買出し者や、帰国した復員者に引揚者たちが電車に殺到した。しかし、肝心の電車は空襲による被災と故障車の増加で稼働率は大幅に低下しており、数少ない稼動車も修繕部品の不足から故障車の仲間入りする車両が増加した。このような中でも、連合軍専用のいわゆる「白帯車」指定は京阪神緩行線に対しても行なわれ、旧クロハ69、クロハ59出身車を中心に、クハ55が7両白帯車に指定された。
京都駅 - 高槻駅間と明石駅 - 西明石駅間では運行本数を削減して予備車を捻出、その間に故障車の修理を急いだほか、客車列車の不足を補うため、大阪駅 - 姫路駅間で、C51形牽引の42系の故障車ばかり集めた列車を運転した。このような混乱も1946 - 1947年の間に63系の投入などで状況は好転の兆しを見せ、戦時中に撤去された座席の整備や板張り窓の窓ガラス補修、室内灯の整備などが行なわれるようになった。このうち、座席整備では2扉車はクロスシートの復活を実施したが、3扉車と4扉車ではロングシートの整備を実施し、この時点では51系出自の旧クロスシート車もロングシート車として整備されることとなった。こうして京阪神緩行線は徐々に復興し、ラッシュ時の吹田駅 - 神崎駅間と住吉駅 - 鷹取駅間の区間運転が復活したほか、1949年4月には京都駅 - 大阪駅間に急電が復活、6月には神戸駅まで完全復活することでようやく急電・緩行あわせてダイヤ面では戦前の状態に復旧した。

### 戦後の黄金時代（1950 - 1959年）

#### 車両の復興
ダイヤ面での復興が完成すると、次に車両面の復興が行われることになった。具体的には、戦前同様のクロスシートサービスの提供である。このために、東西を股にかけた大掛かりな車両の転配属が実施された。まずは急行電車に80系を投入、それまで使用していたモハ52や半流モハ43を阪和線に転出させただけでなく、残りの整備済みの42系を横須賀線に転出させ、横須賀線に応援に入っていた63系を他線に振り向けた。同じ時期に、関西地区の63系の大半を関東地区に転出させており、これらの車両を元手に、戦前中央線に配属され、戦時中にモハ41型への編入改造を受けたモハ51001 - 51026のうち、戦災廃車の3両を除いた23両全車を京阪神緩行線に転入させた。続いて、京阪神緩行線に残留していた戦時中の4扉改造車を城東・西成線に転出させ、代わりに51系出自の旧クロスシート車を中心に3扉車を京阪神緩行線に転属させた。

#### 70系の投入以後
1951年の初めには、横須賀線と同時に京阪神緩行線にも70系が投入された。当初はモハ70だけの投入であり、横須賀線とはジャンパ栓が違うことから100番台に区分されたほか、塗色も他形式に合わせてぶどう色1色であった。こうして、京阪神緩行線所属車両の大半が3扉車となったことから、1951年から1952年にかけて宮原電車区・明石電車区所属の3扉車について、一部の車両を除いて70系と同様のクロスシートの整備、復活が行なわれた。整備に際し、モハ51001 - 51026については、ギア比を変更して、元からの大鉄所属車と性能を合わせている。その後、1953年の形式称号改正の際にはこれらのクロスシート車はすべて51系に編入されたが、モハ54やクハ68のように、オリジナルの車両より他形式からの改造車のほうが多いといった形式も発生している。
また、1951年11月に白帯車の運行が廃止されると、旧白帯車の運転台側を2等室として仮整備して運行する一方、関東に転出していたクロハ69001、002を明石に呼び帰し、併せて旧クロハ69のクハ55ともども、戦前並みに復元する工事を実施した。この復元工事では単に復元するだけでなく、内装を当時の花形であった特別二等車に合わせてローズグレーの塗りつぶしにしたほか、シートはさすがに戦前同様固定クロスとロングのセミクロスシートであったものの、モケット地もエンジ色として、室内灯のカバーも特別二等車と同じ物を取り付け、後に蛍光灯が実用化されると真っ先に導入されるなど、当時の担当者が「電車の特ロ（特別二等車の略称）」と自負するくらいの凝った内装である。当時新製中だったサロ85・サロ46と比べても遜色ないほどになった。
これらの工事が終了した1953年ごろには、車両面での復興もなしとげただけでなく、多くの面で戦前のレベルを超えたものになっていた。戦前とは違い、3扉クロスシート車で揃えられた編成は（ごく一部に72系やクハ55を組み込んだ編成があったにしても）他線では見られない魅力をもつものであり、「西の京阪神緩行線、東の横須賀線」として多くの鉄道愛好者にもてはやされた。その中でも白眉とでも言うべきクロハ69組み込み編成は、西明石側からクハ68（後にクハ76）+モハ70+モハ70+クロハ69の4両で編成され、ラッシュ時には京都側に2両を増結し、6両編成で運行された。また、クロハを組み込まない編成は3 - 4両で組成された。その後も70系の増備は続き、1954年末からはクハ76も登場、ぶどう色一色で登場したため、「茶坊主」の愛称が付いた。クハ76の配備両数は少なかったことから、基本編成の両端がクハ76という編成はなかったが、基本編成と付属編成の両端の車両がクハ76であったときは、意外な編成美を見せたものである。70系は1957年まで増備され、全金属車の300番台こそ入らなかったものの、合計65両が京阪神緩行線に新製投入され、投入当時のコンセプトどおりの活躍を見せた。また、1956年3月には高槻電車区が開設され、宮原電車区所属の各駅停車用車両が転属している。

#### 運転体系の変化
1957年9月25日のダイヤ改正では、急行（急電）も含めて運転面での大きな変化が見られた。茨木駅 - 大阪駅間の旅客線の複々線化に伴い、従来の各駅停車が外側線、急行が内側線の運行形態から、内側線を電車線（大阪鉄道管理局管理）、外側線を列車線（本社管理）として走行線路を各駅停車・急行ともに統一し、芦屋駅・高槻駅に停車することによって相互接続運転を開始した。同時に急行（急電）が快速に名称変更されている。このときに、ラッシュ時の各駅停車の一部が7両化されたほか、区間運転がいったん廃止された。これ以外では、電化のたびに運転区間が拡大する快速と違って各駅停車には大きな変化はなく、車両形式図集に「大阪形電車」と記された51系と戦後生まれの70系が主役となって、1955年ごろを中心に、京阪神緩行線の黄金時代を迎えることとなったのである。

### 輸送力増強の影での苦難（1960 - 1967年）

#### 通勤路線への変貌
1950年代も後半に入ると、都市中心部を走る路線だけでなく、京阪神緩行線や横須賀線のような、当時としては中距離路線においても混雑緩和と輸送力の増強が求められるようになった。中でも、横須賀線の輸送力増強は緊急の課題であったが、直流用の新性能近郊型電車の導入までにはまだ時間がかかることから、京阪神緩行線の70系を転属させて投入することにした。つまり、中央線快速・山手線の新性能化や、大阪環状線西側の開業用に101系を投入、そこで捻出された40系・72系を京阪神緩行線に転属させることによって70系を捻出して転属させたのである。このような形で、1960 - 62年にかけて明石・高槻の両区からモハ70形の100番台車を含む70系の大半が大船に転属したほか、阪和線快速の輸送力増強も同じ手法で実施したことによって、鳳電車区（現在の日根野電車区鳳派出所）にも70系の一部が転出した。また、この手法は動力近代化による新規電化区間の開業時においても使われ、1960年10月の岡山地区の電化に伴い、51系の一部が岡山電車区に転出したほか、1962年5月の信越本線の新潟駅までの電化の時に70系とクハ68が転出している。さらに、京阪神緩行線の輸送力増強もこれらの転入車でまかなわれることになった。ただ、この時期に中央線快速や大阪環状線から転入した72系は、比較的後期の新製車や920番台の全金属車が多く含まれていたほか、後に可部線で活躍するクモハ73001のような全金属改造車もあったことから、後に転属してきた72系の車両に比べるとまだレベルが高かった。
51, 70系の転出と72系の大量投入によって、3扉セミクロスシート車主体の京阪神緩行線の編成は大きく崩れることとなったが、ラッシュ時は300%を超える混雑率になることから、4扉ロングシートへの移行が行われた。それでもなお輸送力の不足は否めず1961年から快速にサロ85の連結が開始されたことから、1962年10月にはクロハの連結を廃止しロングシート改造を施しクハ55150番台に格下げを行い少しでも多くの定員を確保した。
確かに、京阪神緩行線の沿線人口は増加し、ラッシュ時の混雑は激化していたが、昼間時はさほど混雑していなかった。このような線区への72系の投入は明らかなサービスダウンだが、51・70系が使い勝手がいい車両であったことと、72系を転用できる路線が限られていたことから、結果として京阪神緩行線が貧乏くじを引く結果となった。しかも、輸送力増強用に関東から転入してくる72系は、可部線で活躍するクハ79004のような戦時中に製造された鋼体化改造車や旧63系の改造車が大量に含まれていたほか、それまでの整備が雑であったことから、どんどん車両のレベルが低下していった。しかし、これらの車両を活用して1963年には大半の列車が7両で運行されるようになったほか、吹田駅 - 尼崎駅間を往復する区間運転が復活、1964年10月1日には甲子園口駅の配線改良に伴い、往復運転の折り返し駅が甲子園口駅に変更された。また、1965年3月には鷹取駅 - 西明石駅間の複々線化が完成したが、それに先立つ1961年6月に西明石駅の現在地への移転を実施した。翌1966年には京都駅 - 向日町駅間の貨客分離に伴って旅客列車用線路の複々線化が完成したことにより、電車線が完全複々線化された。

#### ライバルとの競争
72系の投入を巡っては、国鉄本社と大阪鉄道管理局（大阪局・大鉄局）とのあいだでの認識の違いがあった。国鉄本社とすれば、京阪神緩行線と首都圏の京浜東北線が同じような線区と判断したとされるが、実際のところは大きな違いがあった。まず、京浜東北線は田端駅 - 大井町駅間で東京都心を縦貫するが、京阪神緩行線で似ている区間を挙げるとすると、神戸市内を縦断する六甲道駅 - 鷹取駅間くらいである。また、大宮駅 - 桜木町駅間では当時から都市化が進んでいたが、京阪神緩行線の場合は、京都駅を出て次の西大路駅で当時の京都市電西大路線を過ぎると、高槻駅の手前まで駅周辺を除くと点在する工場と田園地帯が続き、その後も淀川を渡るまで工場と田園地帯と住宅地がまだらに続いていた（当時新大阪駅はまだ開業していなかった）。このことは、京阪間より都市化が進んでいた阪神間においても同様で、沿線には田畑が多く残っていたほか、須磨以西の宅地開発も進んでいたが、それらと比較してもまだ郊外であった。
このような路線の違いがあったことから、京浜東北線では戦前からロングシート車主体の運行であり、京阪神緩行線は京阪神3都市と高槻・茨木・吹田・尼崎・西宮・芦屋・明石といった中規模の都市を結んでいたため、51・70系といった3扉セミクロスシート車が投入された。
このように性格の違う両線区であったが、それ以上に違いがあった。ライバルの存在である。
京浜東北線には、品川駅 - 横浜駅間で京急本線と並行する。しかし京急の優等列車の相手は横須賀線・東海道線が務めることになるため、京浜東北線としては必然的に普通と対抗する方法となり、当時は旧型車主体で駅間距離が短く、速度も低い京急の普通はライバルにはなりにくかった。
しかし、京阪神緩行線には、阪急京都線・神戸線、阪神本線、山陽電鉄本線とほぼ全区間に渡って並行路線が存在し、しかも、京阪神緩行線の駅間距離が長いことから、普通だけでなく急行クラスの優等列車とも勝負を余儀なくされた。また、急行だけでなく普通の速度も比較的高いのに加えて、車両の面でも手強いライバル揃いであった。
- 阪急ではP-6（100系）や920系などの戦前生まれの車両のほか、710、810系などの戦後初期の車両から1010・1300系といった初期の高性能車に初代ローレル賞受賞車の神戸線2000・京都線2300系が主力として運用されていた。
- 急速に車両の大型化を進める阪神では、3011形特急車を筆頭に3301・3501形、7801形といった赤胴車が優等列車に充当され、駅間距離の短い普通にはジェットカー（5001形、 5101・5201形ほか）が続々と投入され、たちまち旧型車を置き換えた。
- 山陽も820・850系といった元特急車のほか、2扉の特急車と3扉の通勤車が投入された2000系、一部木造車が残っていた100系を更新した250系、270系、流線型の200系小型車を更新した300系、広軌63系として有名な700系を更新した2700系と700系全金属改造車、そして現在も運用される3000系といったように、各社とも戦前の名車から戦後の新車、更新車が勢揃いしていた。

京阪神緩行線もセミクロスシートの51・70系であれば互角の勝負を挑めるが、中古の63系上がりの72系では、整備の行き届いた広軌63系の山電700系にも及ばず、72系920番台全金属車や全金属改造車でやっと阪神7801形と肩を並べる程度で、ライバル各線区の車両とは接客レベルに雲泥の差が生じてしまった。線区の特性を無視した72系の大量投入によって、京阪神緩行線は魅力だけでなく競争力も急速に失っていった。さらに拍車をかけるように1962年には阪急神戸線・阪神本線と山電を結ぶ神戸高速鉄道が着工され、建設が進められていた。
しかし大鉄局としても手をこまねいていた訳ではなく、新潟地区への70系投入についても当初はクモハ54の投入を検討したり、1964 - 1965年にかけて、横須賀線の113系化の進展に伴って捻出された70系を20両前後明石に転入させるなど、何とかして「3扉クロスシートの京阪神緩行線」を維持しようとしたが、ラッシュ時には300%近い乗車率に達していたことから超満員の乗客でドアガラスが破損するなど、もはや3扉クロスシート車主体でラッシュ輸送に対応することが困難な情勢になっていた。こうしたことから翌年の中央西線の瑞浪駅までの電化で70系をほとんどすべてを大垣に転出させた一方で、代わりに京浜東北線から大量の中古72系を受け入れて、昼間時の着席サービスを犠牲にすることでラッシュ時の輸送力増強を図った。それでも51系は100両近く残留し、1968年10月1日の「ヨン・サン・トオ」ダイヤ改正前後でも51系が60両、モハ70が3両残存していたことから、基本編成、付属編成のどちらかにこれらの形式を1 - 2両組み込むことでクロスシートサービスの維持を図っていた。なお、快速においても従来の80系では京都以東・神戸以西の区間を含めラッシュ時に対応が困難になってきたことや、競合する各私鉄が1960年代前半に特急用の新車を投入したことから、1964年から113系近郊形電車が快速に投入されている。

### 1970年代は103系の時代（1968 - 1982年）

#### 新形通勤電車構想
1960年代の運転形態は、内側線を近距離快速電車と普通電車が、外側線を貨物・特急・急行などに混じって中距離快速電車（列車）が運転されていた。ラッシュ時は1時間に内側線の快速が4本、普通電車が8本の構成（これ以外に吹田駅 - 尼崎駅間の小運転系統が4本）であったが、毎年増え続ける通勤輸送対策のため、1時間の運行本数を近距離快速電車で6本、普通電車で12本に増強する方針を立てた。外側線の中距離快速の増発は貨物や特急・急行列車などの列車密度の関係と、芦屋駅や高槻駅には外側線にホームがないという構造上の問題があったためである。内側線では普通電車は快速電車の通過待ち合わせが発生するが、10分という快速電車の運転間隔で2本の普通電車が合間を縫って次の待避駅まで後続の快速電車から逃げ切るには、低性能な緩行用旧型国電では無理で高加速・高速・高減速性能により快速電車とほぼ平行ダイヤが組めるようなが車両が必要になる。その条件を満たす性能として大鉄では4扉ロングシート、歯車比が1:4.82程度、250%乗車時での均衡速度は103 km/h程度、平均加速度は1.3 km/h/sという車両を要求した。
昭和30年代後半におけるラッシュ輸送は飽和状態で、1963年（昭和38年）11月時の朝ラッシュ時30分あたりの混雑率は、東淀川駅→大阪駅間で普通電車が303%、快速電車が294%、塚本駅→大阪駅間で普通電車が282%、快速電車が333%となっており、昭和39年度電車転属要求会議において大阪緩行新形式電車取替用として318両の要求をしている。しかし、当時のラッシュ時の近距離快速電車の編成は15分間隔で6両 - 10両であり、国鉄本社は快速増発のために新形式が必要というのであれば、むしろ増発せずに増結すれば良いとの意見などもあり、大鉄の高性能電車については今後の課題として体良く却下されている。
さらに1964年10月1日改正からは快速に113系新性能電車が投入されはじめると、旧型国電による普通電車との性能差は開く一方となる。この頃大鉄局の考え方にも柔軟性が出てくる。線路使用状況の変化によっては各駅停車用に特化した高性能通勤型電車ではなく103系のような在来型も適するという意見がそれである。これは、外側線に快速を増発できるようになれば輸送力増強の目的は達せられ、普通電車用に特化した高性能通勤型電車を求めなくても良いということで、1966年10月からは芦屋駅・高槻駅が外側線からホームに入れる駅構造に変更になって内側線の快速の一部を外側線走行に変更し増発しており、大鉄局が求める高性能通勤型電車の必要性はこの段階で薄れてきたと言える。その結果、1970年の万博輸送を前にした車両増備要求調書に大鉄局は淡々と103系の要求を書き入れている。
103系電車の構想時には、常磐線や京阪神緩行線は新形通勤電車の投入想定線区には入っていたが、103系自体の設計では対象外とされ（詳細は国鉄103系電車#標準形通勤電車の設計へ参照）実際に投入するに際しては何らかの手直し等が必要と認識されていた。103系は首都圏の通勤路線事情（駅間距離・表定速度・電力事情等）に適した設計で、60 - 80 km/h程度でノッチオフすることが前提であり、高速運転への配慮が必要な京阪神緩行には線区特性上適しているとはいえなかった。ただし、設計段階で週末の臨時電車として使う事を想定しており高速性能を高めるために界磁を35%まで弱める設計としていたので、最高速度が95 km/hに制限される既存の通勤用旧型国電に比べて高速性能は向上している。
また、昭和40年度から2 km台の駅間距離のある京浜東北線での運用開始に際し、103系のギア比を少し高速よりにセッティングすることや、MT54による通勤電車の可能性を模索したものの、結局現状の103系と大きな違いは認められず、逆に103系の優位性が確認できたことから、駅間距離が2 kmを超えるような線区でも特に手直しなく103系が使えるとされた。その後昭和41年度より京浜東北線よりも駅間距離が長い常磐線に投入されることになるが、ちょうどメンテナンスフリーのディスクブレーキ付台車が完成したこともあり、付随車・制御車の台車をディスクブレーキ付きにはしたものの、先に京浜東北線投入時の研究結果があったために、性能に抜本的な変更をする必要は無かった。

#### 103系投入

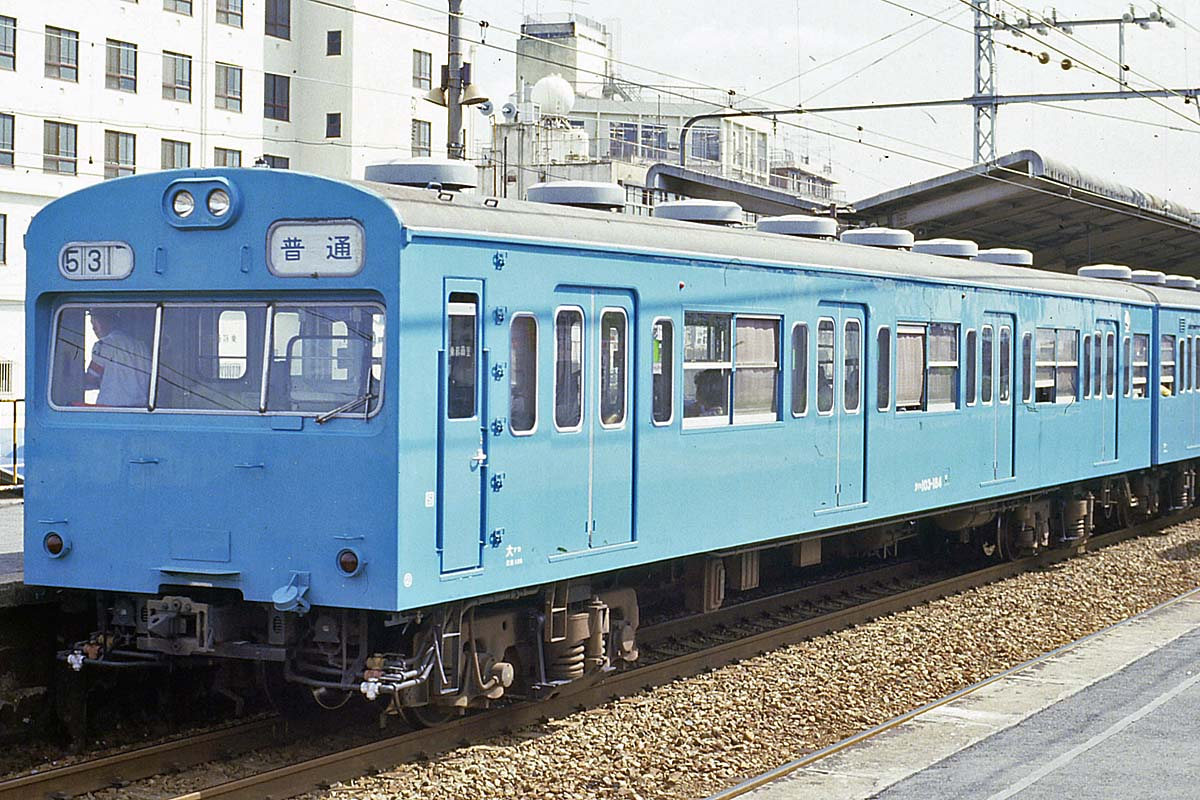
103系

1968年（昭和43年）4月7日にはライバルの神戸高速鉄道が開通した。対抗策として快速の113系統一が1967年に完了しており、1968年10月1日の「ヨン・サン・トオ」ダイヤ改正で従来の快速20分、普通10分間隔基準のダイヤから、現在と同様の15分間隔のダイヤとなった。
この段階で、快速と各駅停車の間に性能、サービスの両面から大きな差が開いたことから、各駅停車への新車投入が急がれることとなった。関西支社・大鉄局双方とも本社に対して以前から各駅停車への新車の早期投入を要請していたが、爆発的な通勤需要の伸びを見せる東京圏を優先した結果、京阪神緩行線は待たされ続け、新形式の導入を待っていたら1970年の大阪万博開催に間に合わない状況になり、それ以前に新車を投入したいという大鉄局の思いが103系の導入につながった。実際、103系もこのころには常磐線（現在の常磐快速線）や阪和線快速といった駅間距離も長く高速性能を要求される線区にも投入されていたことから、京阪神緩行線に導入しても充分対応できると判断されたのである。
こうして、1969年8月8日から明石電車区に103系の新製投入が始まり、翌年2月までに15編成105両が勢揃いして万博輸送に当たることとなった。新形電車なので、旧形電車の最高速度90 km/hを上回る最高速度95 km/hにて運転することができ、電気ブレーキの使用と相まって駅間運転時分の短縮が図れた。
万博終了後の1970年10月1日ダイヤ改正で新快速が登場したが、既存のダイヤの間に新快速を増発したため、芦屋駅・新大阪駅・高槻駅で各駅停車が新快速・快速を連続待避するダイヤとなった。なお、103系投入によって51系が飯田線・身延線・赤穂線などに転属したほか、72系が首都圏の周辺線区や阪和線などに転属し、そして1971年の初頭には最後まで残ったモハ70が3両、仙石線に転属して、51系より先に70系が京阪神緩行線から姿を消した。
1972年2 - 3月にかけて、ヘッドライトのシールドビーム2灯化と側窓のユニットサッシ化が図られた1次改良車を15編成+予備4連×1本（計109両）を新製し、明石に投入した。この一次改良車は京阪神緩行線のほかは常磐快速線（松戸）に投入された。
この1次改良車の投入によって昼間時の103系化が達成されたことから、山陽新幹線の新大阪駅 - 岡山駅間開業による1972年（昭和47年）3月15日のダイヤ改正（「ヨン・ナナ・サン」）で新快速が1時間に4本に増発されたのと同時に、京阪神緩行線のダイヤは大きく変更された。
朝時間帯は神戸市内利用客の便宜を図るために3分間隔に増発された。特急以上の速度で15分間隔で走る新快速から逃げ切るには線区最高速度90 km/hの旧型車両では不可能で、日中の103系への統一がなされたことでようやく実現したのであるが、それでも新快速運転中の京都駅 - 西明石駅間の直通運転はできなくなった。そこで、日中の運転を京都駅 - 甲子園口駅間と吹田駅 - 西明石駅間の2系統に分割したほか、高槻駅・芦屋駅では新快速の通過待ちと快速の接続待ち、須磨駅では新快速の通過待ちをそれぞれ行うダイヤとした。このダイヤ体制はその後、1985年（昭和60年）3月13日まで13年続いた。
ただし、実用限界の95 km/h以上の最高速度を要求された103系は、電気ブレーキ時の衝動などのトラブルが相次ぐことになるが、それらも問題点が順次明らかにされて解決されていった。しかし各駅停車の区間を2系統に分割したとはいえ、内側線は外側線と同じ閉塞構成であり、貨物列車のブレーキ力を想定した信号配置であったことから、すぐに後続の列車に制限信号を与える結果となった。15分サイクルに新快速・快速・各駅停車2本が走るということは平均3分45秒間隔で電車が走ることになるが、その運転間隔をスムーズに運転するだけの閉塞構成でなかった点もあり、新快速の大阪駅 - 三ノ宮駅間では改正前の23分20秒から10秒増え、23分30秒運転となっていた。

#### 冷房化と増備
この時期になると、国鉄・私鉄を問わず、通勤電車にも冷房車が導入されるようになっていた。急行「鷲羽」・「とも」の153系を充当した新快速は別として、1970年からは快速の113系の冷房改造も始まっていた。また、競合する各私鉄も1970年には阪急5200系・阪神7001形、1972年には山陽3050系と相次いで冷房付きの通勤形電車を登場させていた。そんな中で各駅停車の冷房化が行われることとなり、山手線・中央線快速・大阪環状線に続く4番手として、1974年1 - 3月に京阪神緩行線に冷房車が11編成77両投入されることとなった。これが高槻電車区への103系初配属である。このときから従来のように編成単位で投入するのではなく、東京向けのATC準備工事対応の高運転台制御車と京阪神緩行線向け中間車を新製、東京地区で制御車を差し替えて京阪神緩行線に投入するという手法を取るようになった。ただ、このクハ103形は前年に新製され、山手線と中央線快速に投入された量産冷房車で、ほぼ新車に近い車両であった。また、このとき導入された冷房車編成の戸袋窓には「冷房車」の文字とペンギンのイラストが入ったステッカーが貼り付けられ、冷房車であることをPRした。
以上のように、3次にわたって103系を291両（41編成+予備4両1編成）投入したが、1975年になっても明石電車区・高槻電車区には100両の51系・72系が在籍していた。これらを置き換えるため、同年の4 - 9月にかけてさらに103系を投入し、9月には新性能化を完了した
この際には新製と山手線からの転属で103系を明石電車区に35両（中間車5両×7本）、高槻電車区に23両（中間車5両×4本+予備電動車1ユニット+予備付随車1両）を投入し、これに山手線ATC化準備工事制御車と差し替えた制御車22両が転入し、103系7連×11本とバラ予備M'M1ユニット+T1両（計80両）を編成して、京阪神緩行線の103系化を達成した。この結果同線の103系は52編成+予備4両1編成+バラ予備電動車1ユニット+付随車1両の計371両となった。このとき振り替えられたクハ103形は、初期の非冷房車ばかりで、このままでは中間車の冷房が使用できないことから、吹田、鷹取の両工場で冷房改造を施工すると同時に、間に合わない車両については乗務員室内に冷房制御スイッチだけ取り付けたり、冷房車編成の制御車を1両差し替えるなどして夏季を乗り切り、9月の新性能化後も、制御車冷房改造の予備車捻出のため、翌年2月末まで暫定運用を組んで対応した。
こうして、立ち消えになってしまった新系列車両計画ともども旧型車は全車営業運転を終了したが、最後まで残った旧型車の中にはクモハ51形が4両残っており、このほか、旧クロハ69のクハ55150番台も阪和線に転出した1両を除き全車最終取り替えで営業運転を終了した。
103系への統一後の京阪神緩行線は、1976年8月に高槻電車区予備車の付随車1両を森ノ宮電車区に転配された京浜東北線の制御車（入線時に冷房改造済み）に差し替え、1978年10月2日のダイヤ改正の際に、新造車と大阪環状線の予備付随車および山手線から転配された制御車に明石の予備車を活用して7両編成×2本+予備4両（計18両）を編成、通勤時の輸送力増強を図った。また、このころから1次改良車の冷房改造を実施、1981年にかけて6本42両の改造を実施した。

### 分割民営化前後（1983 - 1994年）

#### 201系の投入

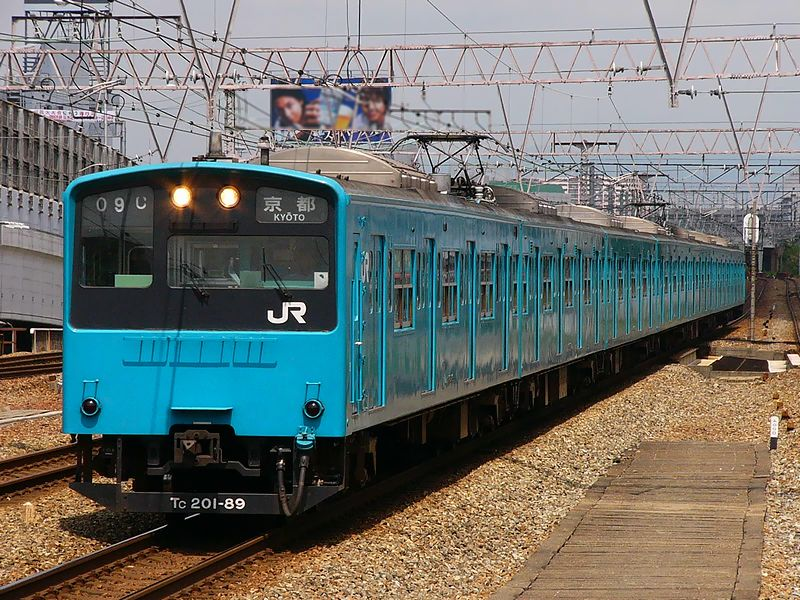
201系

103系統一後、車種の入れ替えがなかった京阪神緩行線に、13年ぶりの新車として関西初のスカイブルーの201系が1982年12月に高槻に新製配置され、翌1983年1月21日には訓練運転を開始して2月21日から営業運転を開始、3月までに10編成が投入された。201系の投入は1981年の中央線快速（試作車は1979年登場）、1982年の中央・総武線各駅停車に次いで3路線目だった。
103系のときと違い、素早い新車投入であったが、これには経年車が多く老朽化が著しかった片町線・関西本線の101系の早期置き換えと、他線に比べて低い両線の冷房化率の向上という背景があった。関西本線の101系は、前年8月の台風10号で王寺駅構内の留置線が冠水したことにより101系が大量に廃車されたため、暫定的に首都圏から廃車予定車の101系をかき集めて運行していたことから、これらの置き換えは緊急の課題となっていたものである。
この中での201系の投入は、上記2点だけでなく、京阪神緩行線の特性に必ずしも合致していない103系を転出させることでスピードアップを図るという、一石三鳥の効果を狙ったものだった。実際、201系は優れた高速性能や乗り心地をもち、また、乗客からも一目で新車とわかるブラックフェイスと明るい内装は好評を持って迎えられただけでなく、並行私鉄と比べても遜色のない車両であったことから、新快速の117系同様、防戦一方の国鉄のカウンターアタックのシンボルとなった。
201系の第2次投入は1983年6月から9月にかけて実施され、6編成が明石電車区に配属されて103系を捻出し、片町・関西本線の101系を置き換えた。
201系の投入ピッチは早く、1983年の12月から1984年3月にかけて第3次投入分として7編成が明石に配属され、同年11月からは、窓の2段上昇化やナンバーの転写表記化など、より一層のコストダウンを図った「軽装車」を9編成投入、高槻電車区・明石電車区合わせて32本・224両の201系が出揃った。これによって関西本線各駅停車の103系への統一、片町線電化区間の非冷房101系の置き換えと余剰T車を活用した7両統一を実施した。
この時点で201系の割合が過半数に達したことから、1985年3月14日のダイヤ改正で201系の性能を生かしたダイヤを組むことになった。朝夕ラッシュ時には運転区間を加古川駅・草津駅まで延長した。日中時間帯は1時間に1本が加古川駅発着で運行されるとともに分割運行が解消され、高槻駅 - 大阪駅 - 西明石駅・加古川駅間の直通運転と吹田駅 - 大阪駅 - 甲子園口駅間を往復する区間運転に再編されたが、日中の利用客が少ない京都駅 - 高槻駅間は快速を各駅に停車させて、この区間の普通電車（各駅停車）の運転を廃止した。現行のダイヤでもわかるように、201系であれば加古川駅 - 京都駅間を直通運行しても性能上問題はないが、そうするだけの編成数はなく、当時の状況では車両の増備もままならなかったことから、既存の車両だけで対応するには区間短縮もやむを得なかった。国鉄末期の合理化の波はこれにとどまらず、1986年3月3日のダイヤ改正の際に、1線区1電車区の方針によって高槻配置の201系全編成が明石電車区に転属し、運用の合理化を図った。

#### 205系の投入以後
1986年8月に、関西初の205系がスカイブルーの帯を締めて明石電車区に4本配属され、103系を阪和線と武蔵野線に転属させた。11月1日の国鉄最後のダイヤ改正で201系と組んで普通電車の増発を行った。新快速が外側線（列車線）を走るようになったことから、余裕のできた内側線の増発分として、吹田駅 - 甲子園口駅間の区間運行の運転区間を高槻駅 - 神戸駅間に延長し、この区間の1時間の運行本数が8本に増発された。また、芦屋駅・須磨駅での新快速の通過待ちがなくなったことから所要時間も短縮され、現在に至るダイヤの基礎を形成した。1987年3月31日に国鉄が分割民営化されて翌4月1日からJR各社がスタートしたが、この時期の動きとしては、1987年から1988年にかけて103系の冷房改造を2本実施した程度である。また、1988年3月13日には大阪発高槻行きの終電を0時半に繰り下げたほか、平日の夕方時間帯の運行サイクルを等間隔に変更し、この時間帯に残っていた甲子園口駅折り返し列車を廃止した。また、日曜・祝日のダイヤを「休日ダイヤ」として分離し、適用日には加古川駅発着は日中・夕方に縮小された。
1989年以降、103系の動きが慌しくなってくる。残留していた非冷房車の編成（全編成が1969年投入の最古参車）のうち、3本を4両化して福知山線（JR宝塚線）の輸送力増強に回し、1本を冷房改造のうえ4両編成+3両編成の分割編成に改造して片町線（学研都市線）用として淀川に転出させた。保留車として残存した非冷房の中間車を除くと、この時点で編成単位で残った非冷房車は1編成だけとなり、実質的に冷房化率100%となった。
1991年3月16日のダイヤ改正では、日中時間帯の快速が西明石駅 - 加古川駅間で1時間4本に増発され、加古川始発の普通電車は朝ラッシュ時の2本のみに削減された。同年秋には学研都市線の207系量産車投入に伴う103系捻出車が転入、非冷房編成を置き換えて、普通電車用車両の冷房化率は名実ともに100%となった。103系の淘汰はさらに続き、1994年3月には207系1000番台を基本6両編成+付属2両編成の8両編成14本112両を高槻電車区（のちの吹田工場高槻派出所）に投入、103系を完全に置き換えて、1969年以来25年の長きにわたった（1983年の201系投入後は脇役に転じたが）普通電車としての103系の運転は終了した。207系の投入によって、普通電車初の8両運行が始まったほか、6両運行も復活し、6両の場合には駅の時刻表に丸数字で掲示されていた。関西国際空港開港に伴う同年9月4日のダイヤ改正では、週休2日制の拡大により、普通電車でも土曜は平日ダイヤから休日ダイヤに移行（つまりは土曜日の加古川始発の普通電車を廃止）され、土曜・休日ダイヤとして統合された。

### アーバンネットワークの中枢として（1995年 - 2004年）

#### 阪神・淡路大震災とその後の復興

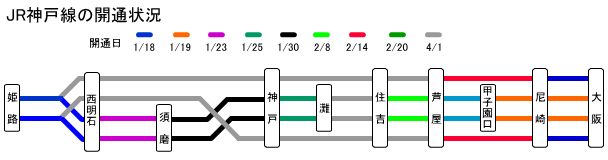
阪神・淡路大震災による開通状況

1995年1月17日に発生した兵庫県南部地震（阪神・淡路大震災）では、京阪神緩行線は震源（朝霧駅沖の明石海峡）から武庫川（甲子園口駅 - 立花駅間）まで激甚被災地を貫いて走っていたことから、神戸市内を中心に強烈なダメージを受けた。発生時刻が早朝であったことから、車両の面では大きな被害を受けなかったが、鷹取駅東方で地震に遭った201系が1編成、駅の南東側で発生した大火災に奇跡的に巻き込まれずに高架線上に残っている姿は、繰り返し新聞やテレビで流された。大阪駅側では18日に尼崎駅まで復旧し、19日には甲子園口駅、25日には芦屋駅まで復旧区間が延びたが、西明石駅側の復旧は遅れ、23日に須磨駅まで復旧、新長田駅崩壊のため列車線や和田岬回送線を活用して、30日にようやく神戸駅まで復旧した。翌々日に高速神戸駅 - 阪神三宮駅間が復旧した神戸高速鉄道・阪神本線と併せて、発生以来約2週間ぶりに加古川・姫路方面から乗り換えをはさみながらも三宮まで鉄道で行くことができるようになった。復旧工事は突貫で実施され、2月8日には芦屋駅 - 住吉駅間が、2月20日には神戸駅 - 灘駅間が復旧、残るは高架橋が崩壊した六甲道駅周辺を含む住吉駅 - 灘駅間のみとなった。西明石駅 - 灘駅間の復旧に伴い、輸送力増強のために201系の一部編成を8両化し、T車を抜いた編成2本を連結して12両編成で運行した。この12両編成は、普通電車のみが停車する朝霧駅・舞子駅・塩屋駅・鷹取駅の上り三ノ宮方面のホームのみを延長したため、下り西明石行きは快速として運行された。このほかにも広島運転所や日根野電車区から103系をかき集めて西明石駅 - 灘駅間に投入して車両不足を補った。その間にも新長田駅周辺の復旧工事を実施、3月10日に同駅がようやく営業を再開、4月1日には住吉駅 - 灘駅間が復旧し全線で運行を再開した。復旧後に201系を元の7両編成に戻したほか、103系もJR宝塚線に転用するなど、インフラ面も含めて復旧後も復元に向けた整備が続いたのである。9月1日のダイヤ改正で、新幹線利用客の利便性向上のため朝時間帯のJR宝塚線乗り入れ列車を新大阪行きと吹田発に延長した。
1996年3月16日の改正で、21時台も8本で運行されるようになった。震災から1年半経過し、神戸市内も徐々に復興の兆しが見え始め、新長田駅復旧に伴い神戸市営地下鉄の利用者が増えたことなどから、同年7月20日の改正で、日中の神戸駅発着の系統が須磨駅発着に延長された。

#### JR東西線開業後
1997年3月8日のJR東西線開業に向けて、207系の編成の大規模な組み換えが淀川電車区・宮原運転所所属の車両も含めて実施された。松井山手駅における増解結に配慮して、西明石・新三田側に付属3両編成+基本4両編成の7両編成に変更され、編成両数は再び7両編成に統一された。そして、JR東西線開業で普通電車のダイヤは大きく変更されることとなった。朝ラッシュ時は高槻駅 → 大阪駅間でも4分等間隔に増発された。日中時間帯は高槻駅 - 須磨駅・西明石駅間の直通運用を再編し、西明石駅 - 松井山手駅間のJR東西線直通とそれに接続する高槻駅 - 尼崎駅間の区間運行・高槻駅 - 須磨駅間の運行に変更された。
同年9月1日のダイヤ改正では、京都駅ビルの完成に合わせて12年半ぶりに日中の京都駅発着の系統が復活し、加古川発の列車も5本に増発された（送り込みは西明石駅 → 加古川駅間のみの運行もあった）。同時に尼崎駅の構内改良が完了し、同一ホームでの乗り換えパターンが完成した。JR宝塚線の普通と高槻駅 - 尼崎駅間の区間運転が一体化して（大阪駅 - 尼崎駅間の「普通」の重複が解消）、日中は尼崎駅で半数が入れ替わるダイヤになり、運用も京都駅 → 須磨駅 → 高槻駅 → 新三田駅 → 京都駅間の順序になった。直通運行が常態化することでJR宝塚線の103系をカナリアイエローに塗り分ける必要性がなくなり、また尼崎駅から先での誤乗防止のため1998 - 2001年にかけて宮原総合運転所所属の103系を201系に合わせてスカイブルーに塗り替えている。103系の京都駅までの乗り入れ（その後草津駅まで）が復活したが、朝ラッシュ時のみの運行で、尼崎駅 - 西明石駅間には乗り入れていない。 
1998年10月3日のダイヤ改正では、明石海峡大橋の開通と垂水駅・明石駅周辺の再開発の進行に伴い、日中の須磨駅発着系統が西明石駅発着に延長・統一されて1時間の運行本数が8本に増発されたほか、毎日午前中に大久保駅折り返し列車が設定された。また、JR宝塚線方面からの新大阪行きと吹田発のJR宝塚線直通はすべて高槻駅発着に変更された。この時の運用は西明石駅 → 高槻駅 → 新三田駅 → 京都駅 → 西明石駅間の順序で、この運用が2002年10月5日のダイヤ改正で京都駅 - 西明石駅間とJR宝塚線直通の高槻駅 - 新三田駅間に再編されるまで続くこととなる。
2003年12月1日の改正ではJR神戸線区間の朝時間帯の運行本数が微減し、4分等間隔になった。2004年10月16日に野洲駅発着が朝時間帯に設定され、近江今津駅で夜間滞泊する列車が設定されたが、大久保駅折り返しは削減された。

### 福知山線脱線事故以降（2005年 -）
2005年4月25日、福知山線（JR宝塚線）尼崎駅 - 塚口駅間でJR福知山線脱線事故が発生した。
この事故の影響により車両不足が懸念されるため、同年8月1日から一部の列車が103系で運用されるようになり、これは321系の運転が始まる前日の11月30日まで行われた。12月1日から321系の運用が始まり、201・205系の置き換えが行われることになったが、2006年2月7日までに205系は全編成28両が阪和線（日根野電車区）に転出した。201系は大阪環状線や桜島線（JRゆめ咲線）用として森ノ宮電車区に8両16編成の128両が転属し、6両16編成の96両が大和路線用として奈良電車区に転出した。その結果、2007年3月18日の改正からは207系と321系のみで運行されるようになった。なお205系は、2011年3月12日より朝の京都駅・高槻駅 - 大阪駅 - 尼崎駅間での運用が復活したが、2013年3月16日の改正で再び姿を消している。
2006年3月18日のダイヤ改正では、輸送実態に合わせたダイヤの見直しにより日中の西明石駅発着系統の半数が須磨駅発着に変更され、近江今津駅での夜間滞泊と大久保駅発着列車も廃止された。これによって日中の須磨駅 - 西明石駅間は1時間の運行本数が8本から4本に削減された。2008年3月15日の改正では須磨駅発着の系統の半数が西明石駅発着に延長されて一度は1時間に6本に増発されたが、2010年3月13日の改正で再び1時間の運行本数が4本に戻された。
JR京都線・琵琶湖線・湖西線でも、2010年3月改正で高槻駅 - 京都駅間が日中1時間に4本から2本に削減、2011年3月12日からは、朝の1往復が吹田駅折り返しに変更された。2013年3月16日改正では日中の京都駅発着列車が土休日11時台・12時台にそれぞれ4本に増発されたが、平日の11時台から14時台および土休日の13時台と14時台の列車が廃止される。また野洲駅発着列車が同改正で一旦廃止された。2016年3月26日改正では湖西線との直通が終了するが、逆に野洲駅発着列車が京都発最終の琵琶湖線内のみの列車として3年ぶりに草津以東の列車が復活するも、2021年3月13日改正で終電が繰り上げられたことで、列車ごと廃止された（朝ラッシュ時の草津着列車および野洲への回送と折り返し京都までの回送は継続）。
一方で新駅の開業が相次ぎ、2007年3月18日にはさくら夙川駅が、2008年3月15日には島本駅と須磨海浜公園駅が、10月18日には桂川駅が、2016年3月26日には摩耶駅が、2018年3月17日にはJR総持寺駅がそれぞれ開業した。

## 運行形態
基本的に東側は京都駅・高槻駅発着で、西側は須磨駅・西明石駅発着である。始発や最終を中心に大阪駅発着の列車も設定されており、朝6時台、9時台と深夜23時台には甲子園口発着の列車も設定されている。また、神戸始発の列車も西明石行き・京都行きの両方向に設定されている。なお、神戸行きは京都方面からのみ設定されている。このほか、1往復のみ吹田駅折り返しが設定されている。
朝夕時間帯は運行本数が多い。神戸駅・尼崎駅発着の列車も設定されている。
日中時間帯は1時間に8本運行されている。ただし、京都駅 - 高槻駅間（昼間は設定なし）および須磨駅 - 西明石駅間では運行間隔が広がる。京都駅・高槻駅 - 大阪駅 - 須磨駅・西明石駅間の系統・（学研都市線松井山手駅・長尾駅・四条畷駅 - JR東西線）- 尼崎駅 - 西明石駅間の系統・高槻駅 - 大阪駅 - 尼崎駅 -（JR宝塚線・新三田駅）間の系統の3系統が15分おきに運転されており、尼崎駅では東西線・宝塚線直通系統を同一ホームでの乗り換えで接続させている。大阪発基準では7 - 8分間隔となっている。神戸線区間では1998年10月3日改正で西明石駅発着に統一されたが、2006年3月18日改正で日中時間帯の京都駅発着系統が須磨駅発着に変更された。
平日の朝は東側で琵琶湖線の草津行き、西側でJR神戸線の大久保駅始発、加古川駅発着列車が設定されている。1985年3月14日に朝夕ラッシュ時と日中の1時間に1本は加古川駅発着になったが、1991年3月16日に快速が加古川駅発着に延長されたのに伴い、朝以外は西明石駅発着に戻された。平日朝時間帯の大久保始発の列車（明石電車区から回送）は、大久保駅南側の神戸製鋼工場跡地が大規模マンションとなったことから、1本が設定されている。このように京都駅 - 西明石駅間を中心とする直通運転のため、運転区間が100 kmを越えるものも設定されている。
駅間距離が長く運転速度が高い一方で、新快速・快速との接続のため制約の多いダイヤなど条件が厳しく、207系・321系の性能をフルに生かしたダイヤを組んでいる。
列車番号は西明石方面へが下り扱い（奇数）となる。列車番号の最後に付くアルファベットは"C"（2020年3月14日改正前まで土曜・休日は"B"であった）で、列車番号から「C電」と呼ばれることもある。福知山線の普通のうち、JR京都・神戸線で内側線を走行する列車（塚本駅にも停車）も"C"となっている。
電車は複々線の内側線（兵庫駅 - 西明石駅間は電車線）を走る。1986年10月31日までは吹田駅・甲子園口駅を始発・終着とする列車や、1950年代前半までは朝夕ラッシュ時に鷹取駅 - 住吉駅を往復する神戸市内の区間運転電車があった。
阪神・淡路大震災被災後は西から西明石駅・須磨駅・神戸駅・灘駅、東からは甲子園口駅・芦屋駅・住吉駅とそれぞれ運転再開区間が拡大していった。

### 行先表示の変遷
戦前の京阪神緩行線では、前面に行先表示板を掲示することはなかったが、42系、51系など戦前製の車両には、車体中央部の幕板に手動の行先表示幕があり、右書き（1行1文字の縦書き）で“京都行”“神戸行”などと表示をしていた。
戦時中から戦後の混乱期にかけて、側面の行先表示幕は使われなくなり、ほとんどの車両では更新修繕などの機会にふさがれてしまった。また、戦後の混乱期には、前面に直接チョークで行先を書き込んだりしていた。
その後、世相が落ち着いてきた1949年頃から、前面に行先表示板を掲出するようになった。当初は“京都”“西明石”と単に行先を書き記したものだけであったが、1950年以降、現在でもよく知られる、紺地のホーロー板に白枠で描いた図形の中に行先を表示し、図形の下にローマ字で行先を表示した行先表示板に順次取り換えられていった。行先と図形の組み合わせは、西明石＝四角、明石＝ひし形、神戸＝分銅型、大阪＝丸、高槻＝五角、京都＝三角となっており、行先の
文字が判別できなくても、図形を見れば行先が分かるようになっていた。また、区間運転の場合は、“吹田‐尼崎”などの区間表示式の行先表示板を掲示した。その後、1960年以降に転入してきた全金属製のクハ79形920番台など、72系で前面行先表示器が設置されていた車両についてもこれを使用せず、行先表示板の掲示を継続した。
しかし、折り返し時における表示板の交換は煩雑かつ危険を伴うものであったことから、1963年以降、“京都‐西明石”などの区間表示式の行先表示板（下部にローマ字表記あり）に変更された。
ところが、1969年に103系が投入されると、前面行先表示器は手動式であったものの“大阪”“高槻”などの行先のみの表示のほか、“京都‐甲子園口”“高槻‐西明石”などの区間表示のコマも存在するなど、各行先のコマは準備されていたにもかかわらず、どの行先においても「普通」を表示し、これらの表示幕は使用されなかった。また51・72系といった旧型車も行先表示板の掲示を取りやめ、京阪神緩行線から前面の行先表示が消えてしまった。
1974年に投入された量産冷房車では、自動式の行先表示器が前面・側面に設置されたことから行先表示を復活、1975年以降に登場した冷房改造車も含め、“大阪”“高槻”などの行先を表示した。ただし、自動式行先表示器を装備する編成でも緊急時などは「普通」表示で運行する場合があった。非冷房編成は量産冷房車の登場以降も「普通」表示のままであり、旧型車は行先表示板の掲出が復活なされないままに運行を終了した。
201・205系では前面黒地に白字、側面は白地に黒字の表示であったが、201系体質改善工事施行車の登場前後から、側面表示幕も黒地に白字に改められた。また、205系1編成が一時期LED表示の試作改造を実施されたほか、阪和線に転出していた205系が体質改善工事を施行されて一時期京阪神緩行線に戻ってきた際には、前面・側面の方向幕がLED表示に取り換えられた。現在の207・321系では行先表示と種別表示が分離されており、行先表示はLED、種別表示は幕で表示されている。後に207系に体質改善工事を施工した際には、行先・種別共にLEDで表示する車両も出現した。

### 他線区との直通運転
アーバンネットワークの特徴として他線区との直通運転を柔軟に行っている点があり、前述のようにJR東西線を介して最長で片町線（学研都市線）の木津駅を経由し奈良線・関西本線（大和路線）の奈良駅、福知山線（JR宝塚線）とは最長で新三田駅から、それぞれ直通運転を実施している。
ただし、学研都市線の木津発は朝5時台の西明石行き区間快速2本（土曜・休日は甲子園口行き1本）、奈良発は平日・土休日とも朝2本、奈良行きは平日・土休日とも夜に2本のみである。朝時間帯には京田辺駅・松井山手駅・長尾駅・放出駅・四条畷駅発着の系統（一部は京橋駅まで区間快速として運行）、日中が四条畷駅発着（一部は長尾駅・松井山手駅発着と同志社前発）、夕方は松井山手駅発着と四条畷発、深夜は四条畷行きと松井山手発が設定されている。夜間帯には尼崎駅から快速（土休日のみ）または区間快速になる列車が存在する。JR宝塚線へ直通する電車は、日中は宝塚行、朝夕は新三田行となっている。以前は、全時間帯で新三田駅までの運転や篠山口発の高槻行(1日1本のみ)が存在していた。

## 使用車両

### 現在の車両
2013年3月17日以降は、最高速度が120 km/h対応の207系・321系に統一された。
- 207系（1994年3月1日 - ）
- 321系（2005年12月1日 - ）

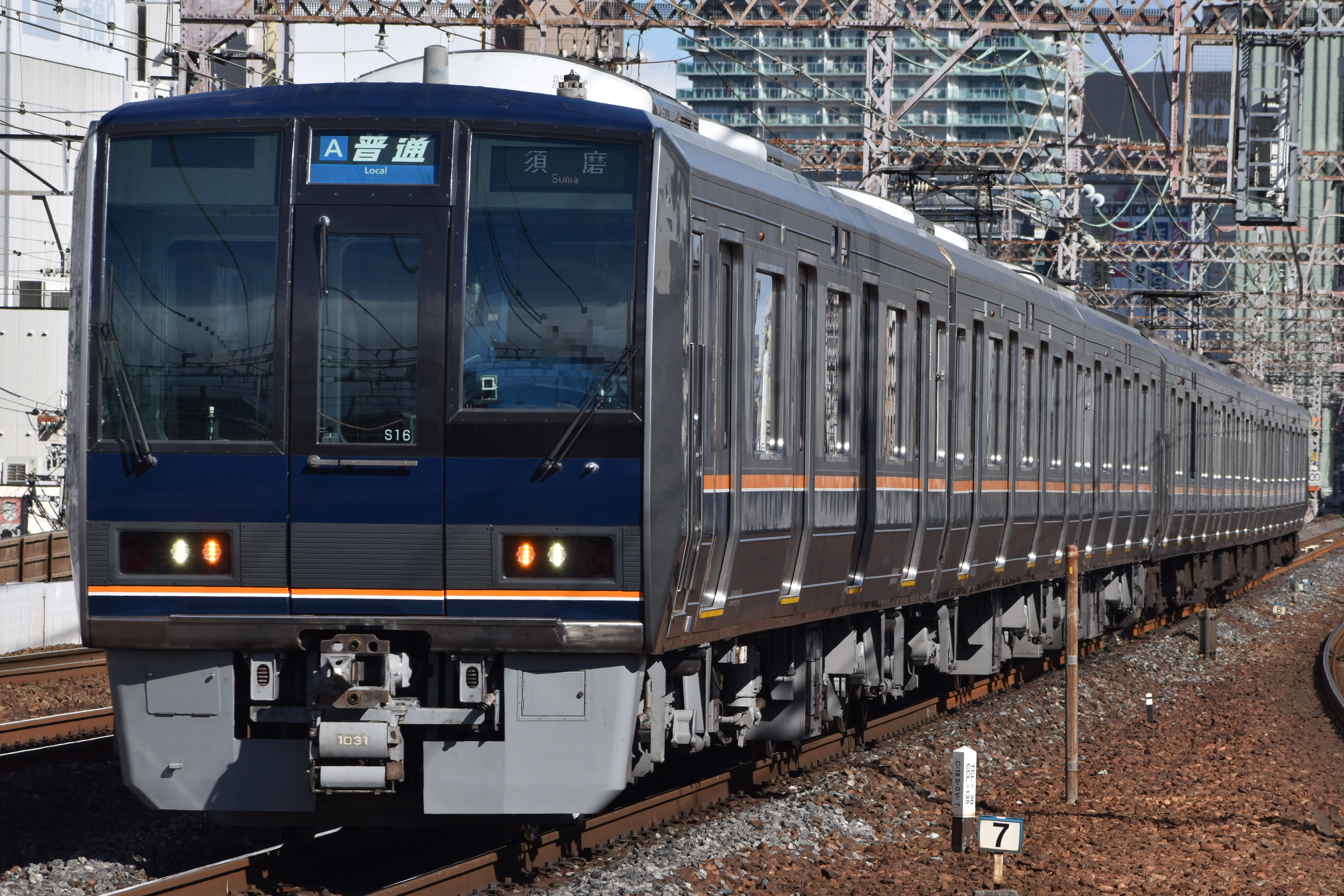
207系
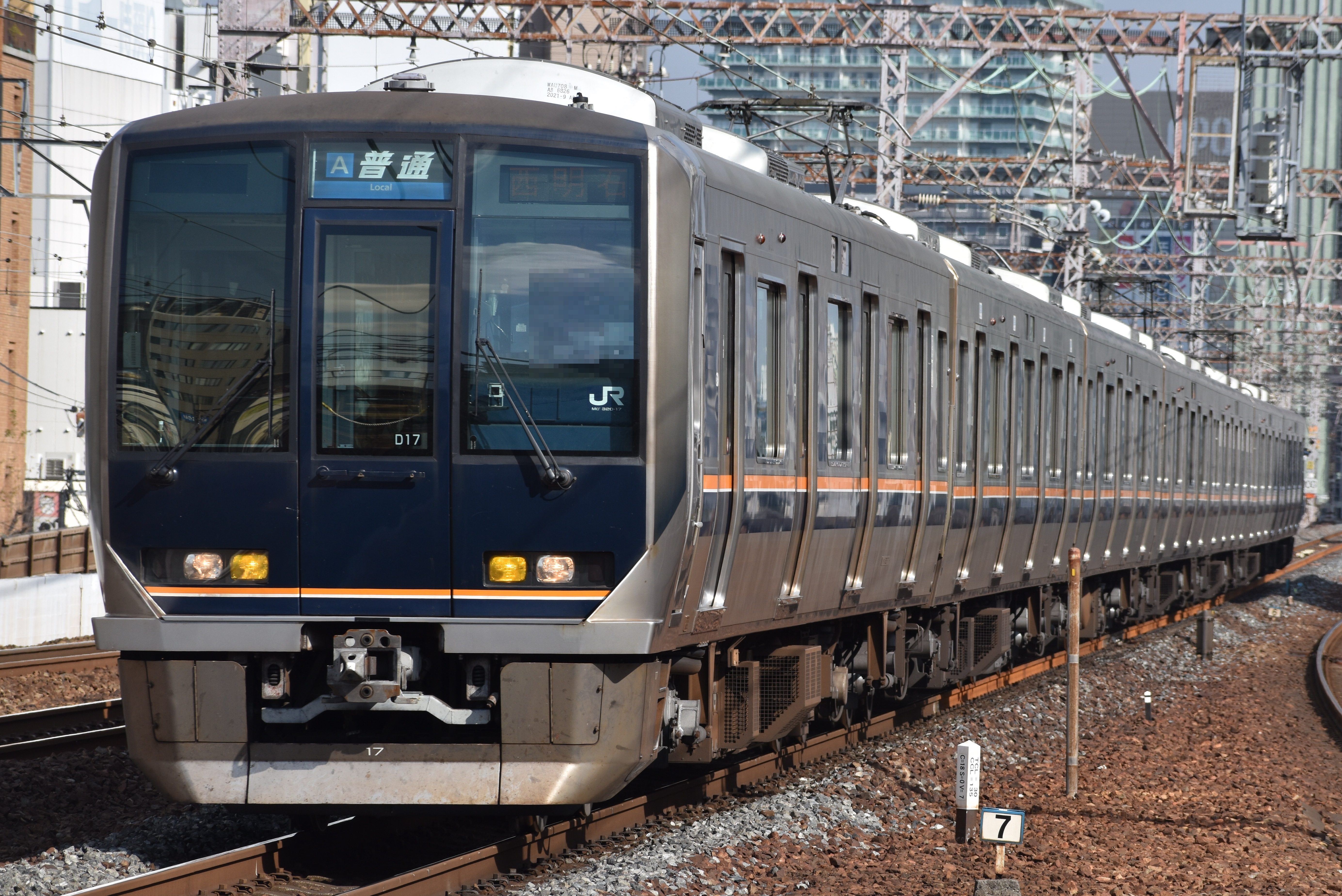
321系

### 過去の車両
- 42系（1934年 - 1950年）
- 40系（1943年 - 1976年）
- 52系（1943年 - 1950年）…期間は1942年の急電廃止後から阪和線転出時まで。
- 51系（1936年 - 1976年）
- 70系（1951年 - 1971年）
- 72系（1944年 - 1976年）…この中には、旧63系、後のクモハ31、クモハ32の両形式およびクハ79形の4扉改造車（旧クハ85形）を含む。
- 103系（1969年 - 1994年3月28日、2005年）…福知山線から乗り入れの車両を除く。
- 201系（1983年2月 - 2007年3月17日）
  - 2003年以降は内外装の体質改善工事が行われ、外観と内装が大きく変化した。2005年12月から導入された321系により徐々に置き換えられ、2007年3月17日で緩行線から完全に撤退した。撤退後は森ノ宮電車区（現・吹田総合車両所森ノ宮支所）と奈良電車区（現・吹田総合車両所奈良支所）に転属し、それぞれ塗装を変更して大阪環状線と大和路線で使用された。なお、大阪環状線ではスカイブルー塗装のままで運用に就いた編成もあったが、後年にオレンジバーミリオンに統一された。
- 205系0番台（1986年 - 2006年2月7日、2011年3月14日 - 2013年3月16日）
  - 車体に青24号の帯を巻いていた。在籍編成数は4本のみで見かける機会は少なかったもののこちらも321系の導入で201系より1年早い2006年2月で運用から撤退した。撤退後は日根野電車区（現・吹田総合車両所日根野支所）に転属し、帯はスカイブルーのまま阪和線で使用された。しかし2011年3月に再度復帰し、帯も321系と同様のものに変更されて平日朝の京都 - 尼崎間の限定運用に就いていたが、2013年3月16日のダイヤ改正で再び撤退し阪和線に再転属した[32]。なお緩行線での限定運用の時期に体質改善工事が行われた。

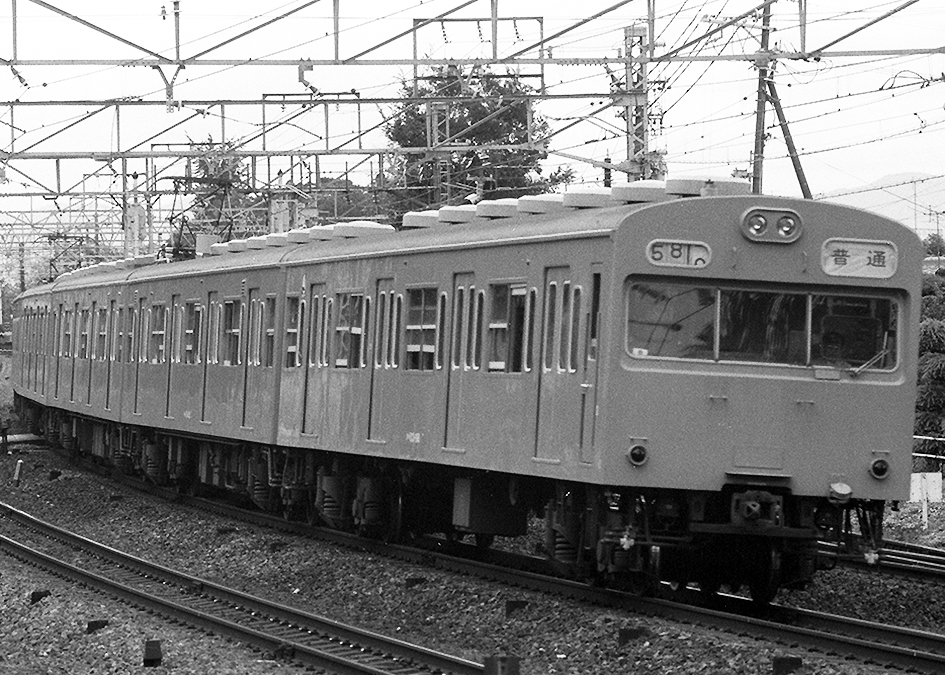
103系
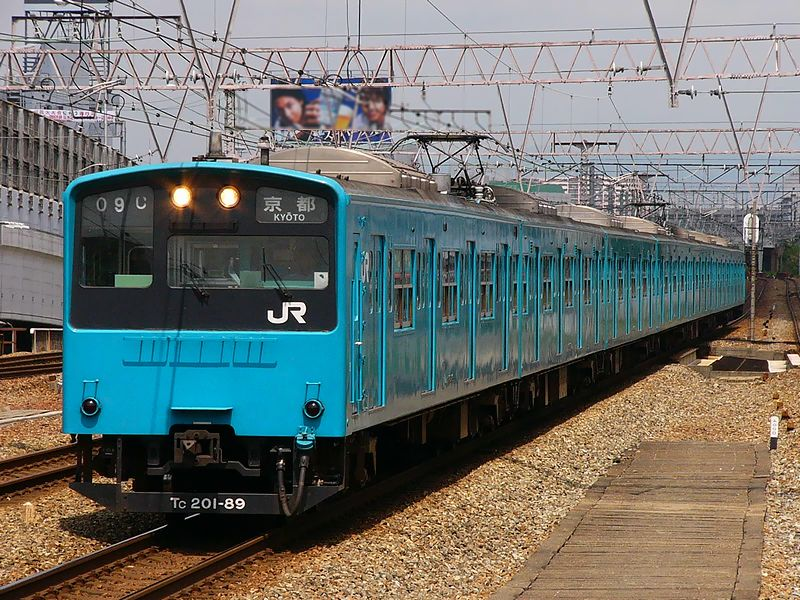
201系
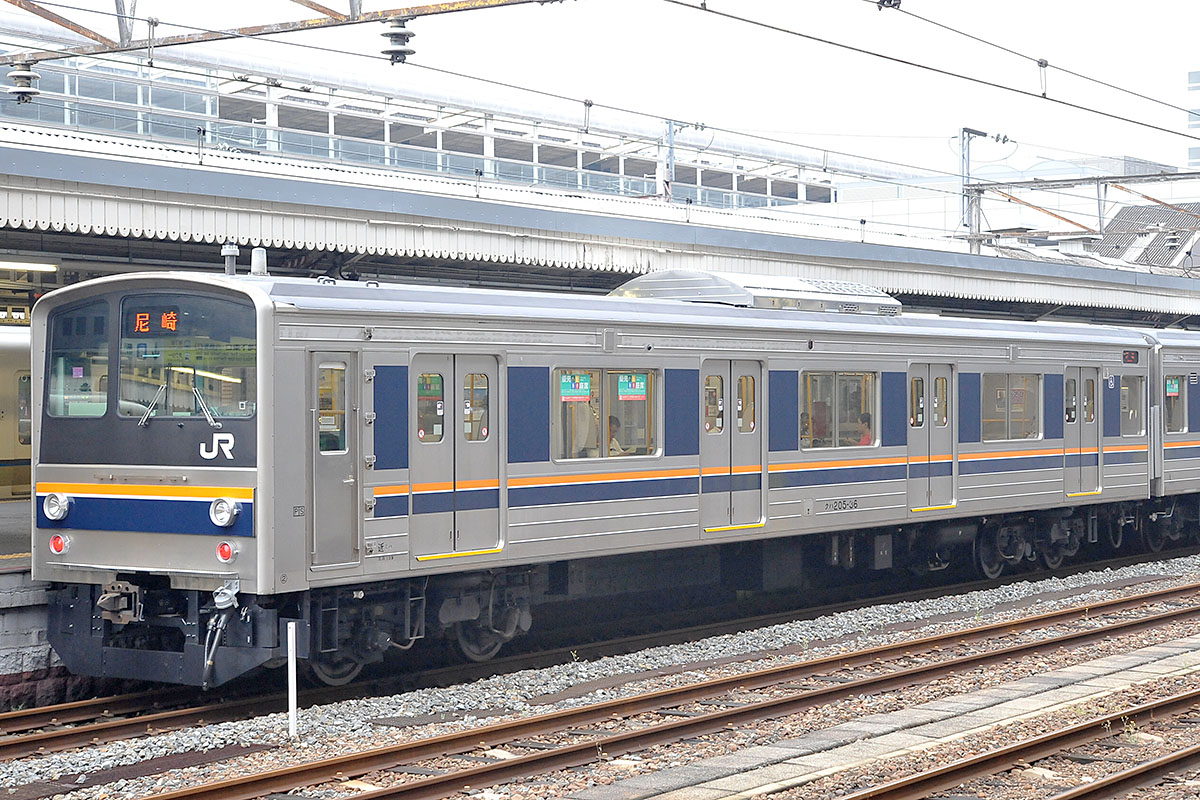
205系0番台